# Victor Emilio Moscoso Cárdenas
Victor Emilio Moscoso Cárdenas SJ (ur. 21 kwietnia 1846 w Cuency w Ekwadorze, zm. 4 maja 1895 w Riobambie) – ekwadorski duchowny katolicki, jezuita, męczennik, błogosławiony Kościoła Katolickiego.

## Życiorys
Urodził się 21 kwietnia 1846 roku w Cuency, w Ekwadorze. W 1864 roku, gdy miał 18 lat, wstąpił do zakonu jezuitów w rodzinnym mieście. Swoje pierwsze śluby zakonne złożył w 1866 roku. Rok później przeniesiono go do Riobamby, gdzie był profesorem gramatyki i retoryki w szkole San Filipe Neri (św. Filipa Nereusza). W 1892 roku został rektorem tejże szkoły. Trzy lata później w Ekwadorze doszło do rewolucji liberalnej, która wykazywała cechy antyklerykalne. 2 maja rewolucjoniści otoczyli szkołę i wzięli jezuitów jako zakładników. Ojca Victora wówczas tam nie było. Kiedy informacja o zdarzeniu doszła do niego, udał się do swych współzakonników. Po spędzeniu nocy bez prądu i jedzenia wypuszczono go dnia następnego. 4 maja wojska rewolucyjne ponownie zaatakowały. Rewolucjoniści weszli do kaplicy, gdzie zbezcześcili najświętszy Sakrament. Strzelali do jezuitów, pili wino mszalne. Gdy rewolucjoniści wtargnęli do celi ojca Victora, on nie wykazywał oporu. Żołnierze rozstrzelali go, a potem wyrzucili jego ciało na ulicę.

## Proces beatyfikacyjny
Proces beatyfikacyjny otwarto 4 maja 2000 roku w Riobambie. Na szczeblu diecezjalnym trwał on do 2005 roku, kiedy to akta wysłano do Rzymu. 12 lutego 2019 papież Franciszek wydał dekret o męczeństwie ekwadorskiego jezuity, co otworzyło drogę do jego beatyfikacji. Ta odbyła się 16 listopada 2019 w Riobambie. Ojciec Moscoso jest pierwszym ekwadorskim błogosławionym-męczennikiem.